# هنري ويبر
هنري ويبر (بالفرنسية: Henri Weber)‏ هو سياسي فرنسي، ولد في 23 يونيو 1944 في طاجيكستان. حزبياً، نشط في الحزب الاشتراكي.

## مناصب
- انتخب عضو في البرلمان الأوروبي عن دائرة فرنسا لترشحه ضمن قائمة الحزب الاشتراكي، وقد انضم خلال فترته النيابية (2 أغسطس 1997 – 17 سبتمبر 1997) للكتلة البرلمانية التحالف التقدمي للاشتراكيين والديمقراطيين.
- في انتخابات البرلمان الأوروبي 2004، انتخب عضو في البرلمان الأوروبي عن دائرة شمال غرب فرنسا [الإنجليزية]‏ لترشحه ضمن قائمة الحزب الاشتراكي، وقد انضم خلال فترته النيابية (20 يوليو 2004 – 13 يوليو 2009) للكتلة البرلمانية التحالف التقدمي للاشتراكيين والديمقراطيين.
- في انتخابات البرلمان الأوروبي 2009، انتخب عضو في البرلمان الأوروبي عن دائرة ماسيف سنترال المركزية [الإنجليزية]‏ لترشحه ضمن قائمة الحزب الاشتراكي، وقد انضم خلال فترته النيابية (14 يوليو 2009 – 30 يونيو 2014) للكتلة البرلمانية التحالف التقدمي للاشتراكيين والديمقراطيين.
- انتخب عضو مجلس الشيوخ الفرنسي.